# Carlo Evertz
Carlo Evertz (* 1. August 1990 in Aachen) ist ein ehemaliger deutsch-belgischer Fußballspieler. 

## Karriere

### Verein
Evertz begann in der Jugend von RFC Union Kelmis mit dem Fußballspielen. Später wechselte er in den Nachwuchs von KAS Eupen, wo er 2008 auch seinen ersten Profivertrag unterschrieb. 2010 führte der Weg des Mittelfeldspielers zum VV St. Truiden, wo er bis 2013 jedoch nur in sieben Ligapartien zum Einsatz kam. Bereits 2013 wurde er für zwei Jahre an RFC Union Kelmis verliehen, wo er in 73 Partien insgesamt 13 Tore schoss. Im Sommer 2015 wechselte Evertz schließlich direkt nach Kelmis, wo er noch eine ganze Saison spielte. Die Saison 2016/17 verbrachte er in Luxemburg beim Zweitligisten FC Wiltz 71. Im Sommer 2017 verpflichtete ihn der deutsche Oberligist VfL 08 Vichttal gemeinsam mit seinem Bruder Ingo Evertz. Nach nur einer Saison kehrte er zurück in seine Heimat Belgien und schloss sich dem RFC Raeren-Eynatten in der sechstklassigen Provincial Liège 1 an. Dort beendete Evertz im Sommer 2023 auch seine aktive Karriere.

### Nationalmannschaft
Carlo Evertz spielte am 11. Februar 2009 einmal für die belgische U-19-Nationalmannschaft. Beim 1:0-Testspielsieg gegen die Niederlande wurde er in der 65. Minute für Steve Otte eingewechselt.